# Leucania herrichi
Leucania herrichi är en fjärilsart som beskrevs av Herrich-Schäffer 1845. Leucania herrichi ingår i släktet Leucania och familjen nattflyn. Inga underarter finns listade i Catalogue of Life.